# Black-Canyon-of-the-Gunnison-Nationalpark
Der Black-Canyon-of-the-Gunnison-Nationalpark liegt im Westen Colorados. Er schützt den zentralen Teil der Schlucht des Gunnison Rivers, einem Zufluss des Colorado River, die aufgrund des harten Gesteins außergewöhnlich steil ist. Flussaufwärts schließt sich das Curecanti National Recreation Area an, ein National Recreation Area (Erholungsgebiet von Nationaler Bedeutung), in dem der Fluss zu einem Stausee mit starker Erholungsnutzung aufgestaut ist.
Die beiden Ränder der Schlucht sind im Schutzgebiet nicht miteinander verbunden, die meisten Besucher nutzen nur den Südrand. Es gibt zwei Parkeingänge. Der Südeingang liegt 23 km östlich von Montrose. Man erreicht ihn über den US-Highway 50 und den Colorado-Highway 347. Zum Nordeingang 17 km südlich von Crawford kommt man über den Colorado-Highway 92 und die North Rim Road. Letztere ist unbefestigt und im Winter geschlossen. Zum Gunnison River selbst gelangt man über die East Portal Road, die innerhalb des Nationalparks von der 347 abzweigt. Die East Portal Road ist extrem steil mit Steigungen bis zu 16 Prozent und vielen Haarnadelkurven. Sie ist im Winter gesperrt. Fahrzeuge über 6,70 m Länge sind hier nicht zugelassen. Der Park wurde 1933 als National Monument unter Schutz gestellt und 1999 zum Nationalpark aufgewertet. Er wird durch den National Park Service verwaltet.

## Geographie und Geologie
Der Black Canyon ist eine tiefe Schlucht, durch die der Gunnison River fließt. Er ist so schmal, dass nur sehr wenig Sonnenlicht bis auf den Grund fällt, was die Wände dunkel bis schwarz erscheinen lässt und so dem Canyon seinem Namen gab. Am Chasm Overlook-Aussichtspunkt erreicht er eine Tiefe von 555 m bei nur 345 m zwischen den Rändern der Schlucht. Im Canyon hat der Gunnison River ein durchschnittliches Gefälle von 1,8 Prozent. Im 3200 m langen Abschnitt zwischen „Pulpit Rock“ und „Chasm View“ beträgt das Gefälle allerdings 5 Prozent. Vom Canyonrand ist das Tosen gut hörbar, mit dem das graugrüne Wasser des Gunnison River durch die Schlucht schießt. Der Fluss gräbt sich etwa drei Zentimeter pro Jahrhundert weiter ein.
Der heute sichtbare Canyon entstand in den letzten 2 Millionen Jahren, als der Gunnison River sich durch eine Sandsteinschicht aus dem Jura gegraben hatte und die Oberfläche eines Blocks aus rund 2 Milliarden Jahre altem Gestein aus dem Präkambrium traf, der bei der Laramischen Gebirgsbildung vor etwa 70 Millionen Jahren angehoben worden war. Er besteht aus Gneis mit ihn durchziehenden Pegmatitgängen, der ein ausgeprägtes planares Richtungsgefüge (Schieferung) zeigt. Die Widerstandsfähigkeit des über geologisch lange Zeiträume unter gewaltigem Druck stehenden Gesteins erklärt die fast ausschließlich senkrecht wirkende Erosion.

## Biologie

### Vögel
Der Virginia-Uhu Bubo virginianus, auch amerikanischer Uhu genannt (Great Horned Owl), jagt bei Nacht Kaninchen und andere Nagetiere am Canyonrand. Der Berghüttensänger Sialia currucoides (Mountain Bluebird) nistet in den Bäumen am Canyonrand. Er ist tagaktiv und lebt von Insekten. Der Diademhäher Cyanocitta stelleri (Steller’s Jay) lebt am Canyonrand oder in den oberen Regionen der Nebencanyons. Seine Hauptnahrung besteht aus Samen, Nüssen und Insekten, aber er verschmäht auch die Überreste eines Picknicks nicht. Der Wanderfalke Falco peregrinus (Peregrine Falcon) nistet auf Felsvorsprüngen der Canyonwand und jagt seine Beute – kleinere Vögel – im Flug. Der Weißbrustsegler Aeronautes saxatalis (White-throated Swift) nistet hoch oben in den Canyonwänden. Seine Jungen füttert er meist früh morgens oder am Abend, wenn seine Beute – fliegende Insekten – am aktivsten ist. Der Schluchtenzaunkönig Catherpes mexicanus (Canyon Wren) nistet wie der Wanderfalke auf Felsvorsprüngen. Er lebt von Spinnen und anderen Insekten, die er in den Felsspalten aufstöbert. Die Grauwasseramsel Cinclus mexicanus (American Dipper oder Water Ouzel) ist zugleich ein Wasser- und Singvogel. Sie baut ihr Nest auf Flusshöhe am liebsten auf Moos hinter Wasserfällen und jagt unter Wasser nach Insekten, Larven, Fischeiern und kleinen Fischen, indem sie bis zu 60-mal pro Minute untertaucht. Breitschwanz-Kolibri Selasphorus platycercus (Broad-tailed Hummingbird), Goldwaldsänger Dendroica petechia (Yellow Warbler), Veilchenschwalbe Tachycineta thalassina (Violet-green Swallow) und Strandläufer (Sandpipers) vervollständigen die Vogelvielfalt.
Virginia-Uhu, Diademhäher und Grauwasseramsel leben das ganze Jahr über im Canyon, während Berghüttensänger, Wanderfalke, Weißbrustsegler und Schluchtenzaunkönig Zugvögel sind.

## Attraktionen

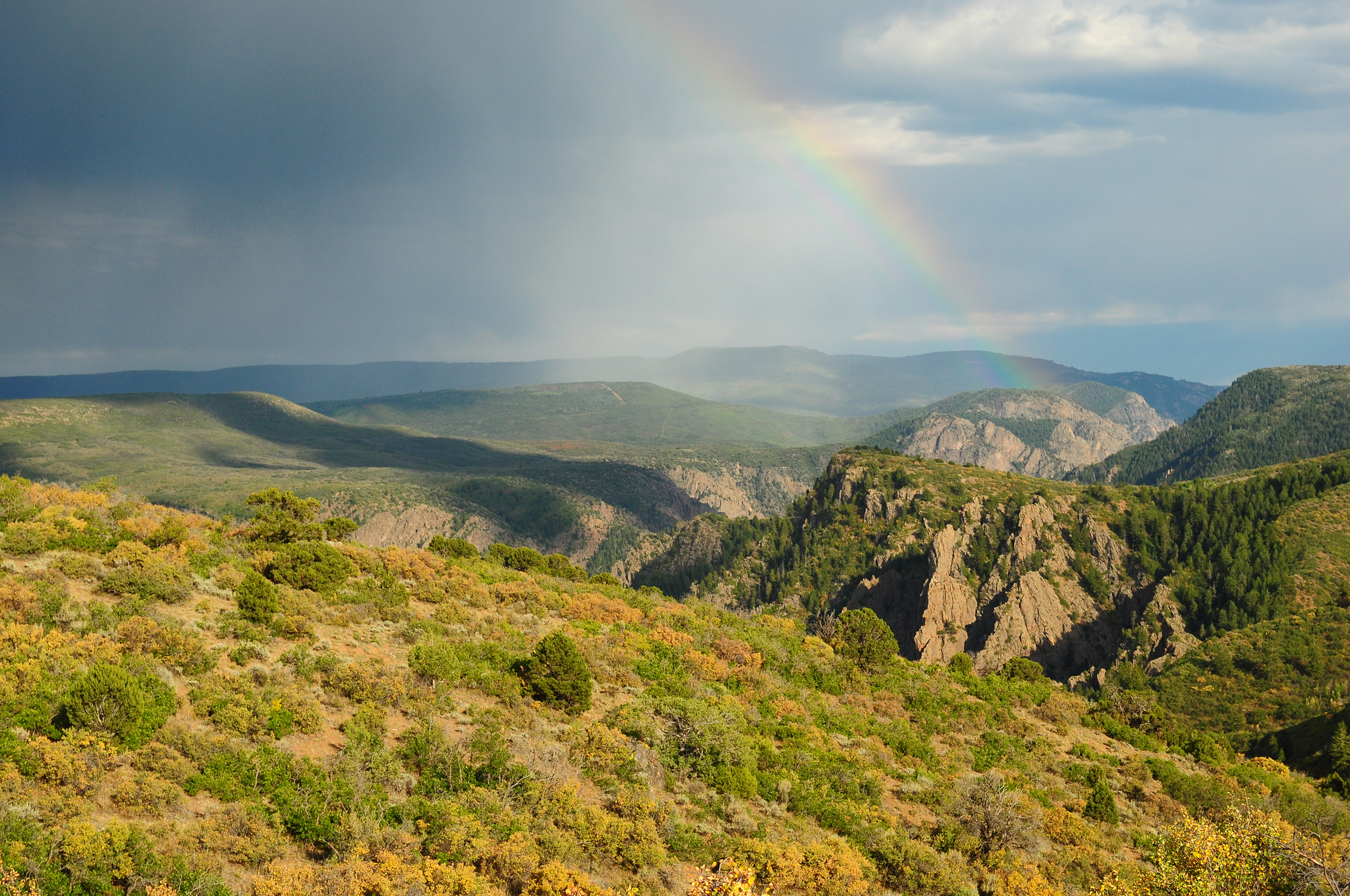
Südrand des Canyons

Die Hauptattraktion des Parks ist die Straße entlang des Südrands des Canyons. Des Weiteren gibt es einen Campingplatz und viele befestigte und unbefestigte Wanderwege. Es gibt einen unbefestigten Wanderweg vom Canyonrand hinunter zum Fluss, der Abstieg dauert etwa 4 Stunden und der Aufstieg etwa 6 Stunden.

## Geschichte
Der Black Canyon hat seit ewigen Zeiten ein Hindernis für Menschen dargestellt. Eine Besiedelung der Schlucht war nie möglich. Nur auf dem Canyonrand fanden Archäologen die Spuren frühen menschlichen Lebens.
Selbst die Ute, der größte Indianerstamm, der hier seit Jahrhunderten lebte, sind nie in die tieferen Regionen des Canyons vorgedrungen.
Die ersten Europäer, die den Westen Colorados erkundeten, waren Spanier. Die Expedition von Juan Rivera 1765 und die berühmte Expedition der Franziskanerpater Domínguez und Escalante im Jahre 1776 führte sie in die Region des Black Canyon, aber sie alle sahen ihn als unpassierbar an.
Wie ihnen erging es vielen anderen Forschungsreisenden. Captain John Gunnison überquerte auf seiner Expedition im September 1853 den North Fork des Flusses, der später nach ihm benannt wurde, beschloss dann aber, den Black Canyon zu meiden und zog weiter westwärts zum Uncompahgre River. Der erste schriftliche Bericht stammte von der Hayden-Expedition, die 1873/74 seiner Reiseroute folgte. Als sie bei Morrow Point in den Canyon hinunterschauten, erklärten sie ihn rundweg für unpassierbar.
Im Jahre 1882 suchte die Denver & Rio Grande Railroad einen Weg für ihren Schienenstrang nach Westen. Ihr Vertreter General Palmer beauftragte den Landvermesser Byron Bryant, die Möglichkeit einer Route durch den Black Canyon bis Delta zu erkunden.

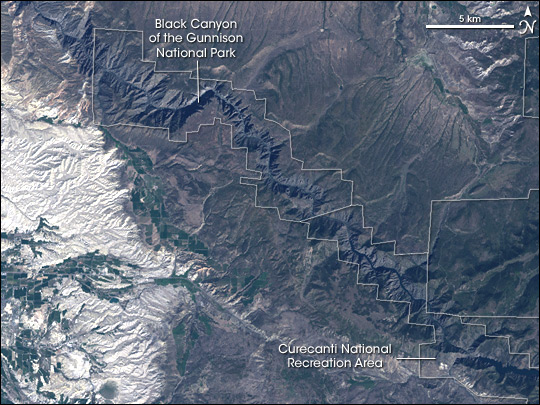
Satellitenaufnahme des Parks

Am 12. Dezember 1882 begann Bryant mit einer kleinen Gruppe von Vermessern mit der schwierigen Arbeit. Jeden Morgen kletterten sie in den Canyon hinunter, vermaßen die eisige Schlucht in den kurzen Stunden des Tageslichtes und stiegen abends wieder hinauf. Nach weniger als einem halben Monat gab die Hälfte der Männer auf, aber Bryant und der harte Kern seiner Truppe machten weiter. Nach 68 Tagen erreichten sie das Ende des Canyons. Bryant überzeugte Palmer, dass eine Bahnlinie durch den Canyon wirtschaftlich nicht zu vertreten wäre. Daraufhin beschloss Palmer, mit der Bahnlinie bei Cimarron den Black Canyon zu verlassen.
Gegen Ende des 19. Jahrhunderts suchten die Farmer des benachbarten Uncompahgre-Tales nach einer Möglichkeit, Wasser vom Gunnison River umzuleiten, um ihre Felder zu bewässern. Zu diesem Zweck wollte man einen Tunnel vom Black Canyon durch die Vernal Mesa bohren. Im Jahre 1900 starteten John Pelton aus Montrose, William Torrence von der Montrose Electric Light and Power Company und eine kleine Gruppe Freiwilliger von Cimarron aus in Booten aus Holz und Segeltuch zu einer Expedition. Aus dem geplanten 5-Tage-Trip wurde eine einmonatige Odyssee. An einer unpassierbaren Engstelle, „The Narrows“ genannt, an der der Canyon 12 m breit und 518 m tief ist, gaben sie auf und verließen den Black Canyon beim nächstgelegenen Seitencanyon. Sie nannten den Ort ihres Scheiterns „Falls of Sorrow“.
Ein Jahr später unternahm der Wasserbau-Ingenieur Fellows, der für die Regierung arbeitete, mit Torrence einen zweiten Versuch. Sie starteten am 12. August von Cimarron aus mit einer Gummi-Matratze als Floß, einer Kodak-Rollfilm-Kamera und leichterem Gepäck, als die vorausgegangene Expedition. Wilbur Dillon versorgte sie vom Canyonrand aus mit allem Notwendigen. Der erste Versorgungspunkt war am East Portal an der heutigen Ostgrenze des National Parks. Sie kamen besser voran, da der Fluss jetzt im Hochsommer weniger Wasser führte. Sie ruderten, schwammen oder umgingen die Stromschnellen zu Fuß auf ihrem Weg durch den Canyon. Nach 8 Tagen trafen sie Dillon wieder, der den Red Rock Canyon hinabgestiegen war, um sie mit neuem Proviant zu versorgen. Hier hätten sie ihre Reise beenden können, aber sie beschlossen, noch einen Tag weiterzumachen. Als sie am nächsten Tag aus dem Canyon wieder auftauchten, hatten sie in 9 Tagen 33 Meilen zurückgelegt und den Fluss 76-mal überquert. Sie brachten die Erkenntnis mit, dass der Bau eines Tunnels möglich war. Fellow erkundete den Canyon in den folgenden 2 Jahren mit einer Gruppe von Vermessern genauer und 1905 wurde mit dem Bau des Gunnison Tunnels begonnen, der 1909 fertiggestellt wurde und bis heute Wasser in das Uncompahgre-Tal liefert.
1916 unternahm Ellsworth Kolb den Versuch, den Black Canyon flussabwärts zu bereisen. Er musste seine Expedition dreimal unterbrechen, da er selbst und andere Mitglieder seiner Crew Verletzungen erlitten, sie mehr als einmal ihre Boote und den größten Teil ihrer Ausrüstung in den Stromschnellen verloren oder das Wetter eine Weiterfahrt unmöglich machte. Er gab aber nicht auf, und es gelang ihm schließlich, wenn auch mit Unterbrechungen, den gesamten Black Canyon von Cimarron bis Delta zu befahren.
Durch die Veröffentlichungen von Fellows und Kolb über ihre Expeditionen begannen die Einwohner von Montrose, sich gegen Ende der 20er Jahre für den Black Canyon zu interessieren. Sie erkannten, was für ein Juwel sie da vor ihrer Haustür hatten und machten sich für die Anerkennung des Black Canyon als National Monument stark. Der Lions Club von Montrose baute eine Straße zum Südrand des Canyons, die am Labor Day 1930 eingeweiht wurde. Am 2. März 1933 erklärte Präsident Herbert Hoover den Black Canyon of the Gunnison zum National Monument. Der Black Canyon wurde im Laufe der Jahre immer bekannter und am 21. Oktober 1999 erklärte Präsident Bill Clinton ihn zum Nationalpark.